# Шахматова
Шахматова — деревня в Каргапольском районе Курганской области. Входит в состав Вяткинского сельсовета.

## Географическое положение
Деревня расположена у реки Миасс, примерно в 95 км от города Кургана.

## История
До 1917 года в составе Усть-Миасской волости Шадринского уезда Пермской губернии. По данным на 1926 год состояла из 214 хозяйств. В административном отношении входила в состав Вяткинского сельсовета Каргапольского района Шадринского округа Уральской области.

## Население
| 1989 | 2002 | 2010 |
| ---- | ---- | ---- |
| 216  | ↗226 | ↘205 |

По данным переписи 1926 года в деревне проживало 984 человека (439 мужчин и 545 женщин), в том числе: русские составляли 100 % населения.